# Municipalità locale di Albert Luthuli
Albert Luthuli è una municipalità locale (in inglese Albert Luthuli Local Municipality) appartenente alla municipalità distrettuale di Gert Sibande della provincia di Mpumalanga in Sudafrica. 
In base al censimento del 2001 la sua popolazione è di 187 938 abitanti.
Il suo territorio si estende su una superficie di 5.559 km² ed è suddiviso in 22 circoscrizioni elettorali (wards). Il suo codice di distretto è MP301.

## Geografia fisica

### Confini
La municipalità locale intitolata ad Albert Luthuli confina a nord con quelle di Emakhazeni (Nkangala) e Mbombela (Ehlanzeni), a sud con quelle di Msukaligwa e Mkhondo, a ovest con quella di Steve Tshwete (Nkangala) e a est con lo Swaziland.

### Città e comuni
- Badplaas
- Bhevula
- Carolina
- Diepgezet
- Duma
- Eerstehoek
- Ekulundeni
- Embhuleni
- Emfumbeni
- Emjindini
- Empuluzi
- Enikakuyengwa
- Hartbeeskop
- Lochiel
- Lukwatini
- Mandlamakhulu
- Mpisikazi
- Mpuluzi
- Ndlela
- Sandleni
- Silobela
- Steynsdorp
- Tshabalala

### Fiumi
- Boesmanspruit
- Buffelspruit
- Little Usutu
- Lusushwane
- Komati
- Metula
- Mlondozi
- Mtsoli
- Ngodwana
- Sandspruit
- Seekoeispruit
- Swartwater
- Teespruit
- Umpuluzi
- Usutu
- Vaalrivierspruit

### Dighe
- Nooitgedagdam
- Vygeboomdam